# Lancaster, New Hampshire
Lancaster este o localitate din comitatul Coos, statul New Hampshire, Statele Unite, aflat pe râul Connecticut, numit după orașul omonim din Anglia, Lancaster din comitatul, Lancashire.  Conform datelor furnizate de United States Census Bureau bazate  pe rezultatele recensământului din anul 2000, populația localității era de 3.280 de locuitori, plasând Lancaster pe locul doi în comitat, după orașul Berlin.
Lancaster este sediul comitatului Coos și un important punct de tranzit spre regiunea numită Great North Woods Region. În Lancaster, care include în teritoriul său și satele Grange și South Lancaster, este parte a Weeks State Park. O parte a pădurii naționale White Mountain National Forest se găsește în porțiunea sa estică. Orașul este parte a zonei micropolitane Berlin, NH–VT, cunoscută sub numele de Zona micropolitană Berlin.

## Locuri de interes turistic
- 1913  • John Wingate Weeks Historic Site & Lodge Arhivat în 16 februarie 2010, la Wayback Machine.
- Lancaster Historical Society Museum
- 1780  • Wilder-Holton House